# Cercopagis (Cercopagis) pengoi
Cercopagis (Cercopagis) pengoi is een watervlooiensoort uit de familie van de Cercopagididae. De wetenschappelijke naam van de soort is voor het eerst geldig gepubliceerd in 1891 door Ostroumov.